# 籠手田安経
籠手田 安経（こてだ やすつね、天文元年（1532年） - 天正9年）（1581年））は、戦国時代から安土桃山時代にかけての武将。父は籠手田安昌。子に安一。日本に於けるキリシタンの礎と仰がれた。洗礼名ドン・アントニオ。
当主・松浦隆信に次ぐ有力者として、隆信を補佐した。松浦氏本家との争いや波多氏との戦いでは、当主に代わって総大将となって出陣するなどして活躍している。父と共に洗礼を受けキリシタンになった。